# Борис Кюркчиев
Борис Кюркчиев е български политик, първи председател на възстановената Демократическа партия.

## Биография
Роден е през 1908 г. в Кюстендил. Завършва право в Софийския университет. Преди 9 септември 1944 г. става член на Демократическата партия. Участва в дискусиите на кръглата маса като част от СДС. В периода 19 декември 1989 – 16 декември 1990 е председател на възстановената Демократическа партия. Поради напреднала възраст се оттегля от поста и остава почетен председател на партията от 16 декември 1990 до смъртта си на 28 май 2002 г.